# Princess of the Row
Princess of the Row (bra: A Princesa da Rua) é um filme independente dirigido por Max Carlson lançado em 2019 nos Estados Unidos no Cinequest Film Festival. Morgan Freeman e Lori McCreary foram produtores executivos do filme.

## Sinopse
O filme segue a história de Alicia Willis (Tayler Buck), uma menina de 12 anos que deixa a escola para tentar ajudar seu pai, o militar veterano Sargento Beaumont "Bo" Willis (Edi Gathegi) que, após sofrer uma lesão cerebral no exército, agora é sem teto e vive nas ruas de Los Angeles sofrendo de transtorno de estresse pós-traumático severo.

## Elenco
- Edi Gathegi - Beaumont "Bo" Willis
- Taylor Buck - Alicia Willis
- Ana Ortiz - Magdalene Rodriguez
- Jacob Vargas - Donald
- Martin Sheen - John Austin
- Blake Michael - Pete

## Recepção
No agregador de críticas Rotten Tomatoes, o filme tem uma taxa de aprovação de 88% com base em 17 opiniões. Escrevendo para The Curvy Film Critic, Carla Renata disse que este "é um conto preventivo de como nosso país [Estados Unidos] não valoriza os veteranos e faz você pensar duas vezes na próxima vez que você dirigir ou passar por um acampamento de sem-teto. Você nunca sabe de onde alguém veio para chegar onde está."
Kelly Vance, escrevendo para o East Bay Express disse que "[Tayler] Buck e [Edi] Gathegi merecem prêmios por suas performances gratificantes."